# Eleccions presidencials d'Ossètia del Sud de 2022
Les eleccions presidencials d'Ossètia del Sud estan previstes per al 10 d'abril de 2022.

## Sistema electoral
Les eleccions a Ossètia del Sud se celebren mitjançant el sistema de dues voltes; un candidat seria declarat guanyador si rebés més del 50% dels vots en la primera volta. En el cas que cap candidat superés el llindar del 50%, se celebraria una segona volta i es podria votar entre els dos candidats que haguessin rebut més vots.
El president és triat per cinc anys, amb possibilitat d'una reelecció consecutiva. Segons la constitució, pot ser elegit president d'Ossètia del Sud un ciutadà d'almenys trenta-cinc anys, que domini les llengües estatals (osseta i rus) i que hagi residit permanentment al país durant els últims deu anys.

## Candidats
| Candidat        | Partit polític | Partit polític | Càrrecs que ostenta                                                               | Nominació           | Registre           |
| --------------- | -------------- | -------------- | --------------------------------------------------------------------------------- | ------------------- | ------------------ |
| Anatoli Bibílov |                | Ossètia Unida  | President d'Ossètia del Sud (2017–actual)                                         | 8 de febrer de 2022 | 16 de març de 2022 |
| Alan Gagloiev   |                | Nykhaz         | Líder de Nykhaz (2020–actual)                                                     | 7 de febrer de 2022 | 16 de març de 2022 |
| Garri Muldarov  |                | Independent    | Diputat (2019–actual)                                                             | 7 de febrer de 2022 | 16 de març de 2022 |
| Aleksandr Pliev |                | Partit Popular | Líder del Partit Popular (2014–actual); Vicepresident del Parlament (2019–actual) | 5 de febrer de 2022 | 16 de març de 2022 |
| Dmitri Tassoiev |                | Independent    | Diputat (2014–actual)                                                             | 9 de febrer de 2022 | 16 de març de 2022 |